# Палермити
Палермѝти (на италиански: Palermiti) е село и община в Южна Италия, провинция Катандзаро, регион Калабрия. Разположено е на 496 m надморска височина. Населението на общината е 1256 души (към 2012 г.).